# Marko Mühlstein

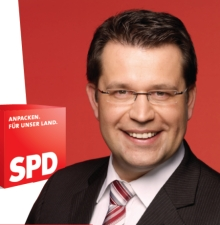
Marko Mühlstein

Marko Mühlstein (* 14. April 1974 in Aschersleben) ist ein deutscher ehemaliger Politiker (SPD) und Geschäftsführer der Landesenergieagentur Sachsen-Anhalt GmbH (LENA).

## Leben und Beruf
Nach der Mittleren Reife 1990 an der Polytechnischen Oberschule „Juri Gagarin“ in Aschersleben absolvierte Mühlstein eine Ausbildung zum Industrieelektroniker, die er 1994 als Industrieelektroniker Fachbereich Produktionstechnik erfolgreich beendete. Anschließend absolvierte er bis 1997 ein Fachschulstudium an der Fachschule für Wirtschaft und Technik in Weißenfels, die er als "Staatlich geprüfter Umweltschutztechniker" und mit der erlangten Fachhochschulreife verließ. Danach leistete Mühlstein seinen Zivildienst in Halle/Saale ab und war ab 1998 bei der Landesstraßenbauverwaltung Sachsen-Anhalt in Stendal tätig. 2001 wurde er persönlicher Referent des Ministers für Wohnungswesen, Städtebau und Verkehr des Landes Sachsen-Anhalt, Dr. Jürgen Heyer (SPD). Im Frühjahr 2002 kehrte Mühlstein als Angestellter in die Verwaltung des Landes Sachsen-Anhalt zurück.
Im Februar 2010 nahm er erneut sein Dienstverhältnis als Angestellter der Landesverwaltung Sachsen-Anhalt auf und wurde bis zum 31. Dezember 2011 in die Vertretung des Landes Sachsen-Anhalt beim Bund in Berlin abgeordnet. Anschließend unterstützte er das Innovations- und Investitionsprogramm zur energetischen Sanierung von Kindertagesstätten und Schulen – STARK III – durch den Aufbau einer Energieberatung im Ministerium der Finanzen des Landes Sachsen-Anhalt.
Seit 1. Juli 2013 ist Marko Mühlstein Geschäftsführer der Landesenergieagentur Sachsen-Anhalt GmbH. 

## Partei
Nachdem Mühlstein 1993 schon Mitglied der Jusos geworden war, trat er 1996 auch in die SPD ein. Von 1994 bis 1998 war er stellvertretender Juso-Landesvorsitzender in Sachsen-Anhalt.
Er war 2001 bis 2009 Vorsitzender des SPD-Landesfachausschusses Verkehrspolitik in Sachsen-Anhalt. Im Januar 2010 gab er den Vorsitz an den ehemaligen Europaabgeordneten Ulrich Stockmann ab.
Im September 2009 wurde er in den Vorstand des SPD-Kreisverbandes Stendal gewählt. 
Seit dem Jahr 2002 gehört Marko Mühlstein dem Landesvorstand der SPD in Sachsen-Anhalt an und wurde im Dezember 2010 in den geschäftsführenden Landesvorstand gewählt.
Seit Februar 2010 ist Marko Mühlstein Vorsitzender des neugegründeten Fachausschusses Energie der SPD Sachsen-Anhalt.
Im Oktober 2011 wurde Marko Mühlstein zum Kreisvorsitzenden des SPD-Kreisverbandes Stendal gewählt, nachdem der langjährige Kreisvorsitzende Ralf Bergmann aus persönlichen Gründen nicht mehr kandidierte. Zwei Jahre später kandidierte er nicht mehr für den Kreisvorsitz.

## Abgeordneter
Er war 2005 bis 2009 Mitglied des Deutschen Bundestages, als stellvertretender Sprecher der Landesgruppe Sachsen-Anhalt in der SPD-Bundestagsfraktion.
Marko Mühlstein war ordentliches Mitglied im Ausschuss für Umwelt, Naturschutz und Reaktorsicherheit, stellvertretendes Mitglied im Ausschuss für Wirtschaft und Technologie, Mitglied der Arbeitsgruppe Energie der SPD-Fraktion, Koordinator für den Bundesverkehrswegeplan der Landesgruppe Sachsen-Anhalt sowie Berichterstatter Bioenergie der SPD-Bundestagsfraktion.
Marko Mühlstein war als direkt gewählter Abgeordneter des Wahlkreises Altmark in den Bundestag eingezogen. Bei der Bundestagswahl 2005 erreichte er hier 33,2 % der Erststimmen. Bei der Bundestagswahl 2009 am 27. September 2009 erreichte er 20,0 %, musste sein Direktmandat an Katrin Kunert abgeben und verpasste auf dem vierten Landeslistenplatz sehr knapp den Wiedereinzug in den Deutschen Bundestag.

## Bürgermeisterkandidatur
2009 unterlag er nur knapp in der Stichwahl für das Amt des Bürgermeisters der Verbandsgemeinde Arneburg-Goldbeck.